# Singet dem Herrn ein neues Lied, BWV 190
Singet dem Herrn ein neues Lied (BWV 190) ist eine Kirchenkantate von Johann Sebastian Bach. Er komponierte sie in Leipzig für den Neujahrstag 1724. 1730 arbeitete er die Kantate für die Zweihundertjahrfeier des Augsburger Bekenntnisses um zu Singet dem Herrn ein neues Lied, BWV 190a. Unter demselben Titel komponierte Bach auch eine doppelchörige Motette (BWV 225).

## Geschichte und Worte
Bach schrieb die Kantate in seinem ersten Jahr in Leipzig für Neujahr 1724. Der Tag wurde als Fest der Beschneidung des Herrn gefeiert. Die vorgeschriebenen Lesungen für den Festtag waren Gal 3,23–29 , die Heiden werden sich bekehren, und Lk 2,21 , die vorgeschriebene Beschneidung und Namensgebung Jesu nach acht Tagen. Der unbekannte Textdichter, möglicherweise Picander, bezieht sich nur in allgemeiner Weise auf die Lesungen. Die Namensgebung wird am Ende von Satz 4 erwähnt, und in der folgenden Arie beginnt jede Zeile mit dem Namen Jesus. Ansonsten überwiegen Lob und Dank für die Gaben der Vergangenheit und die Bitte um weiteren Segen. Für den Eingangschor stellte der Dichter Verse aus zwei Psalmen mit dem Beginn von Martin Luthers deutschem Tedeum zusammen, im Einzelnen kombinierte er Ps 149,1  und Ps 150,4,6  mit Herr Gott, dich loben wir. Die Worte des Tedeum erscheinen erneut in Satz zwei, erweitert um Rezitative. Der Schlusschoral ist die zweite Strophe von Johannes Hermans Jesu, nun sei gepreiset (1591).

## Besetzung und Aufbau
Die Kantate ist festlich besetzt mit drei Solisten, Alt, Tenor und Bass, vierstimmigem Chor, drei Trompeten, Pauken, drei Oboen, Oboe d’amore, zwei Violinen, Viola und Basso continuo mit Fagott.
1. Coro: Singet dem Herrn ein neues Lied
2. Chorale e recitativo (Alt, Tenor, Bass): Herr Gott, dich loben wir
3. Aria (Alt, Streicher): Lobe, Zion, deinen Gott
4. Recitativo (Bass): Es wünsche sich die Welt
5. Aria (Tenor, Bass, Oboe d’amore): Jesus soll mein alles sein
6. Recitativo (Tenor, Streicher): Nun, Jesus gebe
7. Choral: Laß uns das Jahr vollbringen

## Musik
Der Eingangschor auf drei Psalmverse und zwei Zeilen aus Luthers Tedeum ist in drei Teilen aufgebaut. Ein Concerto Singet dem Herrn wird abgeschlossen durch die einstimmig gesungene Choralmelodie Herr Gott, dich loben wir, eine Chorfuge Alles was Odem hat wird durch ein ähnliches Herr Gott, wir danken dir abgeschlossen, der letzte Abschnitt Halleluja ist eine verkürzte Reprise des ersten.
In Satz 2 ist der Choral vierstimmig gesetzt und wird von Rezitativen der drei Solisten ergänzt. Die folgende Arie ist schlicht und tänzerisch. Das Duett, Satz 5, wird von einem obligaten Instrument begleitet, das nicht bezeichnet ist. Es könnte eine Oboe d’amore oder Violine sein. Gardiner versuchte beides, entschied sich dann jedoch für Viola d’amore. Keine der Arien hat ein da capo. Streicher intensivieren das Gebet im letzten Rezitativ. Der Trompetenchor akzentuiert die Zeilenenden im Schlusschoral.
Bach führte die Kantate in der 2. Hälfte der 1730er Jahre erneut auf. Wahrscheinlich gingen bei der Umarbeitung Teile der Stimmen verloren. Für die ersten beiden Sätze sind nur die Singstimmen und die Violinstimmen erhalten. Eine Rekonstruktion wurde versucht von Bernhard Todt (1904), Walther Reinhart (1948), Olivier Alain (1971), Diethard Hellmann (1995) und Ton Koopman sowie Masato Suzuki (Eingangssatz) und Masaaki Suzuki (2. Satz).
Bach behandelte das Thema für den gleichen Festtag in seinem Weihnachtsoratorium von 1734. Der gesamte Teil IV ist dem Namen Jesu gewidmet und wurde am 1. Januar 1735 erstmals aufgeführt.

## Einspielungen
- J.S. Bach: Cantatas BWV 137 & BWV 190, Hans Thamm, Windsbacher Knabenchor, Das Consortium Musicum, Ingeborg Ruß, Peter Schreier, Franz Crass. EMI 1966 (Rekonstruktion: Reinhart)
- Die Bach Kantate Vol. 19, Helmuth Rilling, Gächinger Kantorei, Bach-Collegium Stuttgart, Helen Watts, Kurt Equiluz, Niklaus Tüller. Hänssler 1981 (Rekonstruktion: Alain)
- J.S. Bach: Complete Cantatas Vol. 6, Ton Koopman, Amsterdam Baroque Orchestra & Choir, Bogna Bartosz, Paul Agnew, Klaus Mertens. Antoine Marchand 1997 (Rekonstruktion: Koopman)
- Bach Cantatas Vol. 15: New York, John Eliot Gardiner, Monteverdi Choir, English Baroque Soloists, Daniel Taylor, James Gilchrist, Peter Harvey. Soli Deo Gloria 2000
- J.S. Bach: Cantatas Vol. 21, Masaaki Suzuki, Bach Collegium Japan, Robin Blaze, James Gilchrist, Peter Kooij. BIS CD-1311, 2003 (Rekonstruktion: Masato und Masaaki Suzuki)

## BWV 190a
Für die Zweihundertjahrfeier des Augsburger Bekenntnisses am 25. Juni 1730 bearbeitete Bach die Kantate zu Singet dem Herrn ein neues Lied, BWV 190a. Der abweichende Text von Picander ist erhalten in Ernst-Schertzhaffte und Satyrische Gedichte Teil 3, veröffentlicht 1732 in Leipzig. Der Schlusschoral war die dritte Strophe von Luther’s Es wolle Gott uns gnädig sein (1523). Die Musik der Festkantate ist verloren und nur aus BWV 190 rekonstruierbar, so wie BWV 120b für denselben Anlass nur aus Gott, man lobet dich in der Stille, BWV 120 gewonnen werden kann. Diethard Hellmann schrieb 1972 eine Rekonstruktion.
1. Coro: Singet dem Herrn ein neues Lied
2. Chorale e recitativo (Alt, Tenor, Bass): Herr Gott, dich loben wir
3. Aria (Alt): Lobe, Zion, deinen Gott
4. Recitativo (Bass): Herr, wenn dein Evangelium
5. Aria (Tenor, Bass): Selig sind wir durch das Wort
6. Recitativo (Tenor): Nun Gott, wir opfern dir
7. Chorale: Es danke, Gott, und lobe dich